# Svenja Bazlen
Pour les articles homonymes, voir Bazlen.
Svenja Bazlen, née le 3 janvier 1984 à Stuttgart, est une triathlète allemande.

## Biographie
Elle est médaillée de bronze aux championnats du monde de triathlon en relais mixte 2011 à Lausanne. Elle termine 32e des Jeux olympiques d'été de 2012 à Londres.
En 2014, elle remporte l'épreuve moyenne distance du triathlon d'Abou Dabi.

## Palmarès
Le tableau présente les résultats les plus significatifs (podium) obtenus sur le circuit international de triathlon depuis 2008,.
| Année | Compétition                                           | Pays                | Position           | Temps           |
| ----- | ----------------------------------------------------- | ------------------- | ------------------ | --------------- |
| 2015  | Championnats d'Allemagne de triathlon longue distance | Allemagne           | Médaille de bronze | 9 h 22 min 34 s |
| 2015  | Ironman 70.3 - Kraichgau                              | Allemagne           | Médaille de bronze | 4 h 29 min 14 s |
| 2014  | Abou Dabi International Triathlon                     | Émirats arabes unis | Médaille d'or      | 3 h 34 min 51 s |
| 2014  | Ironman 70.3 - Autriche                               | Autriche            | Médaille de bronze | 4 h 21 min 51 s |
| 2014  | Ironman 70.3 - Panama                                 | Panama              | Médaille de bronze | 4 h 8 min 12 s  |
| 2014  | City Triathlon Heilbronn                              | Allemagne           | Médaille d'or      | 3 h 18 min 40 s |
| 2013  | Ironman 70.3 - Saint George                           | États-Unis          | Médaille d'argent  | 4 h 18 min 46 s |
| 2013  | Ironman 70.3 - San Juan                               | Porto Rico          | Médaille d'argent  | 4 h 13 min 24 s |
| 2013  | City Triathlon Heilbronn                              | Allemagne           | Médaille d'or      | 3 h 14 min 49 s |
| 2011  | Grand Prix de triathlon - Étape de La Baule           | France              | Médaille d'or      | Timing          |
| 2011  | Championnats du monde de triathlon en relais mixte    | Suisse              | Médaille de bronze | 1 h 9 min 56 s  |
| 2009  | Coupe d'Europe - Étape de Pontevedra                  | Espagne             | Médaille d'argent  | 2 h 1 min 0 s   |
| 2008  | Coupe d'Europe - Étape de Brno                        | Tchéquie            | Médaille de bronze | 2 h 8 min 51 s  |